# Mario Baesso
Mario Baesso, noto anche con il soprannome Flecha (San Paolo, 5 settembre 1945), è un ex calciatore brasiliano, di ruolo attaccante e difensore.

## Carriera
Inizia la carriera agonistica nell'América di São José do Rio Preto.
Dal 1967 al 1968 ha militato nell'Oakland Clippers, con cui vinse la NPSL I 1967, battendo nella doppia finale il Baltimore Bays. L'anno dopo, sempre in forza ai Clippers, Baesso disputa la prima edizione della NASL, chiusa al secondo posto della Pacific Division.
Nel corso del 1968 si trasferisce in Messico per giocare nell'América, ottenendo il quinto posto nella Primera División 1968-1969. L'anno dopo ritorna ai Clippers con cui gioca alcuni incontri d'esibizione.
Nel 1972 milita nel club venezuelano del Portuguesa FC con cui vince il campionato e la coppa nazionale. L'anno seguente torna in patria per giocare con il Volta Redonda. Nel corso del 1977 passa ai cileni del Lota Schwager che lascerà l'anno seguente per giocare con l'O'Higgins. Nel 1980 è al Club Deportes Iquique, sempre in Cile.
Nel 1981 torna in patria per giocare nel Vasco da Gama, ove disputerà un solo incontro. L'anno seguente è alla Desportiva.
Nel 1983 lascia il paese natio per giocare con gli ecuadoriani del Club Deportivo Quevedo.

## Palmarès
- National Professional Soccer League: 1

Oakland Clippers: 1967
- Campionato venezuelano di calcio: 1

Portuguesa: 1976
- Copa Venezuela: 1

Portuguesa: 1976